# Побијета (Торино)
Побијета је насеље у Италији у округу Торино, региону Пијемонт.
Према процени из 2011. у насељу је живело 48 становника. Насеље се налази на надморској висини од 239 м.